# Węża
Węża [pronunciación en polaco: /ˈvɛ̃ʐa/] (en alemán: Prockendorf) es un pueblo ubicado en el distrito administrativo de Gmina Korfantów, dentro del Condado de Nysa, Voivodato de Opole, en el sur de Polonia occidental. Se encuentra aproximadamente a 11 kilómetros al suroeste de Korfantów, a 13 kilómetros al este de Nysa, y a 41 kilómetros al suroeste de la regional capital Opole.
Antes de 1945, el área fue parte de Alemania.